# Benvenuto di Giovanni
Benvenuto di Giovanni (eigentlich Benvenuto di Giovanni di Meo del Guasta, * 13. September 1436 in Siena; † zwischen 1509 und 1518 ebenda) war ein italienischer Maler.

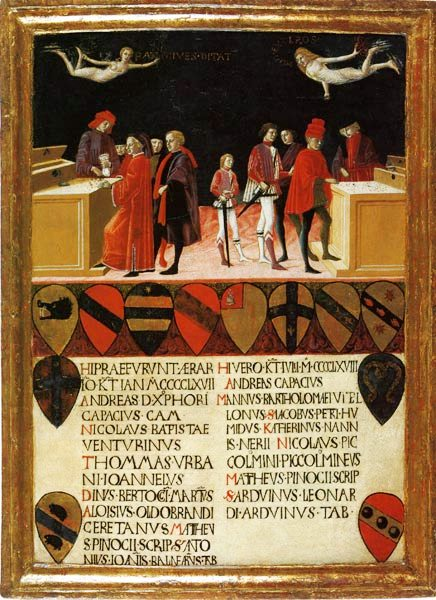
Le Finanze del Comune in Tempo di Pace e in Tempo di Guerra (1468), Palazzo Piccolomini, Siena

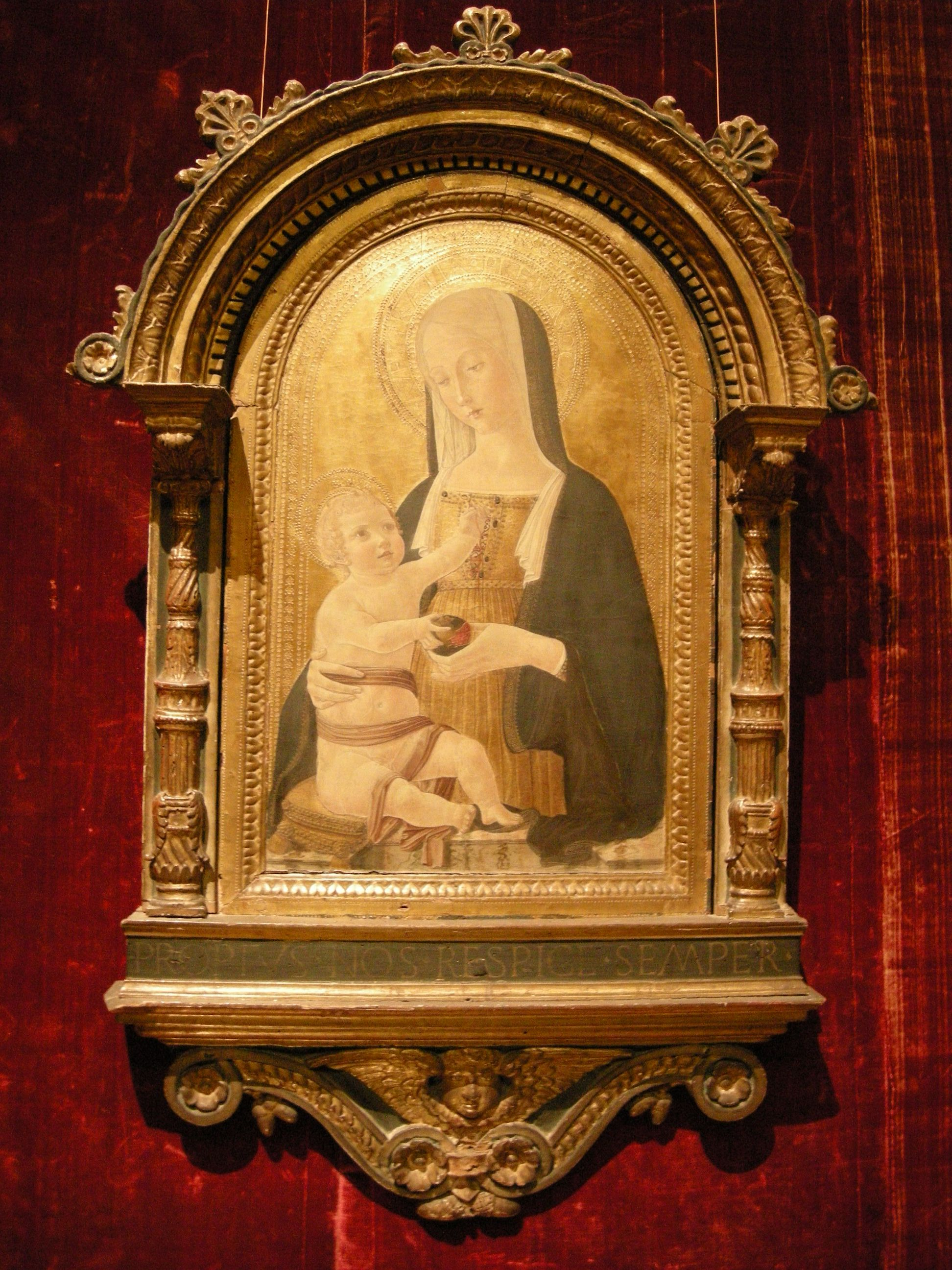
Madonna col Bambino (ca. 1470), Metropolitan Museum of Art, New York City

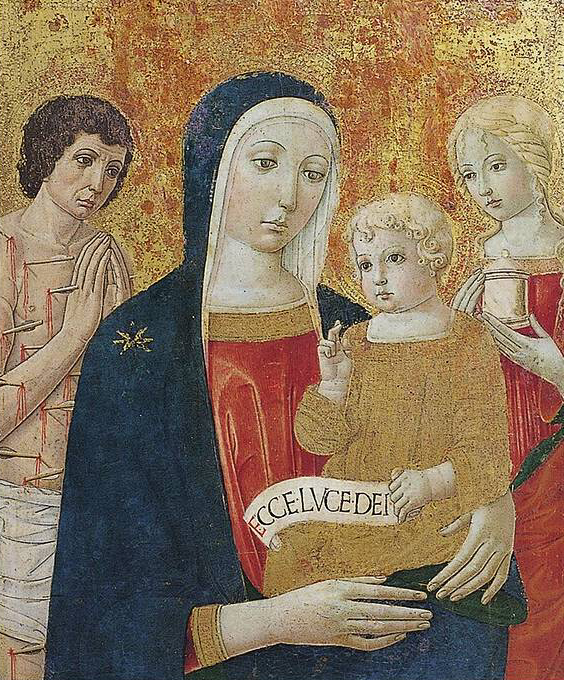
Madonna col Bambino fra San Sebastiano e Santa Maria Maddalena in Manciano, Ortsteil Saturnia

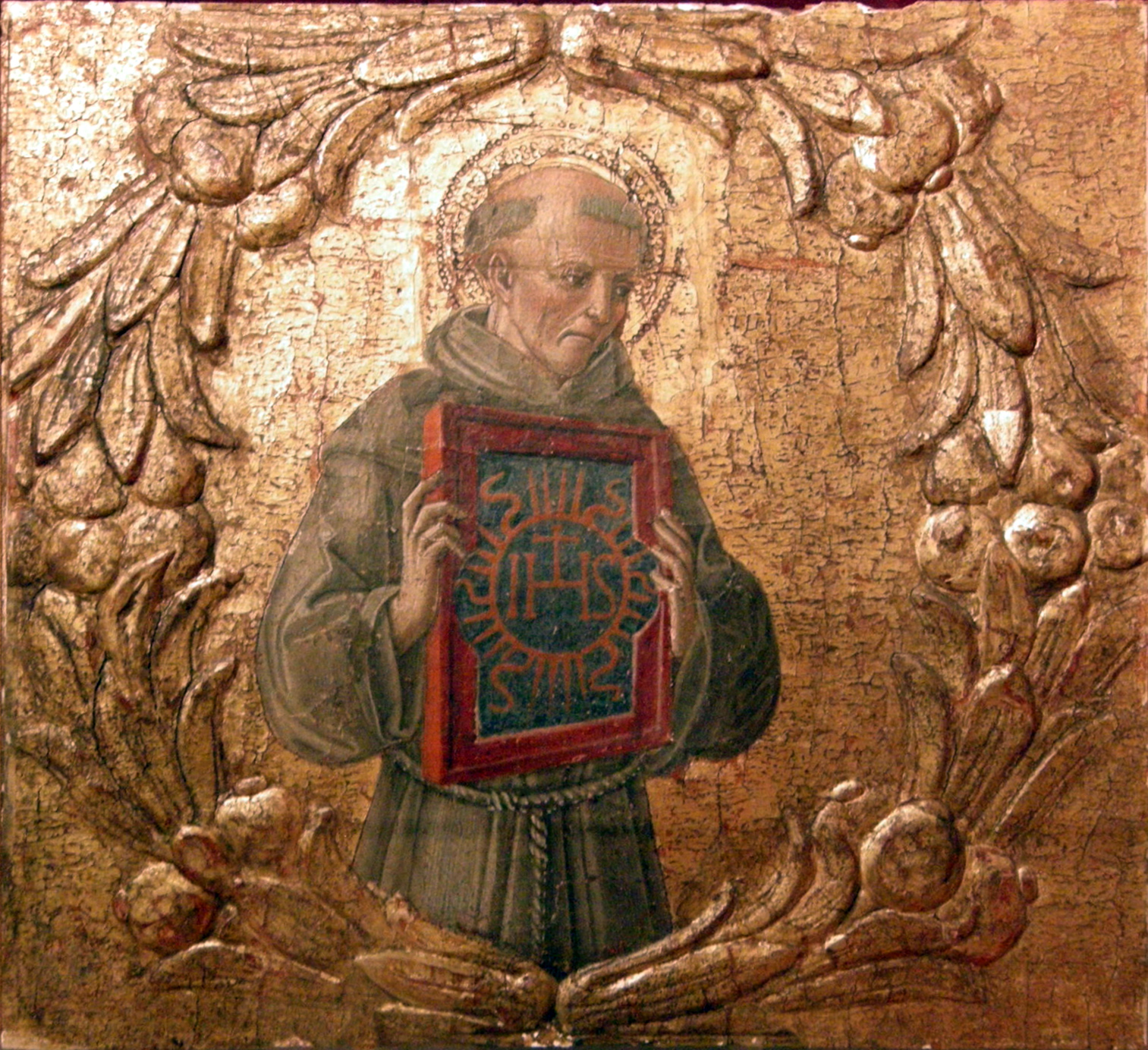
San Bernardino Metropolitan Museum of Art, New York City

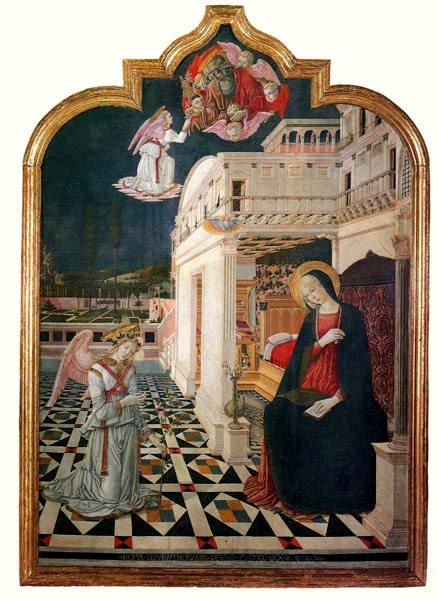
Annunciazione (1470), Convento di San Bernardino, Sinalunga

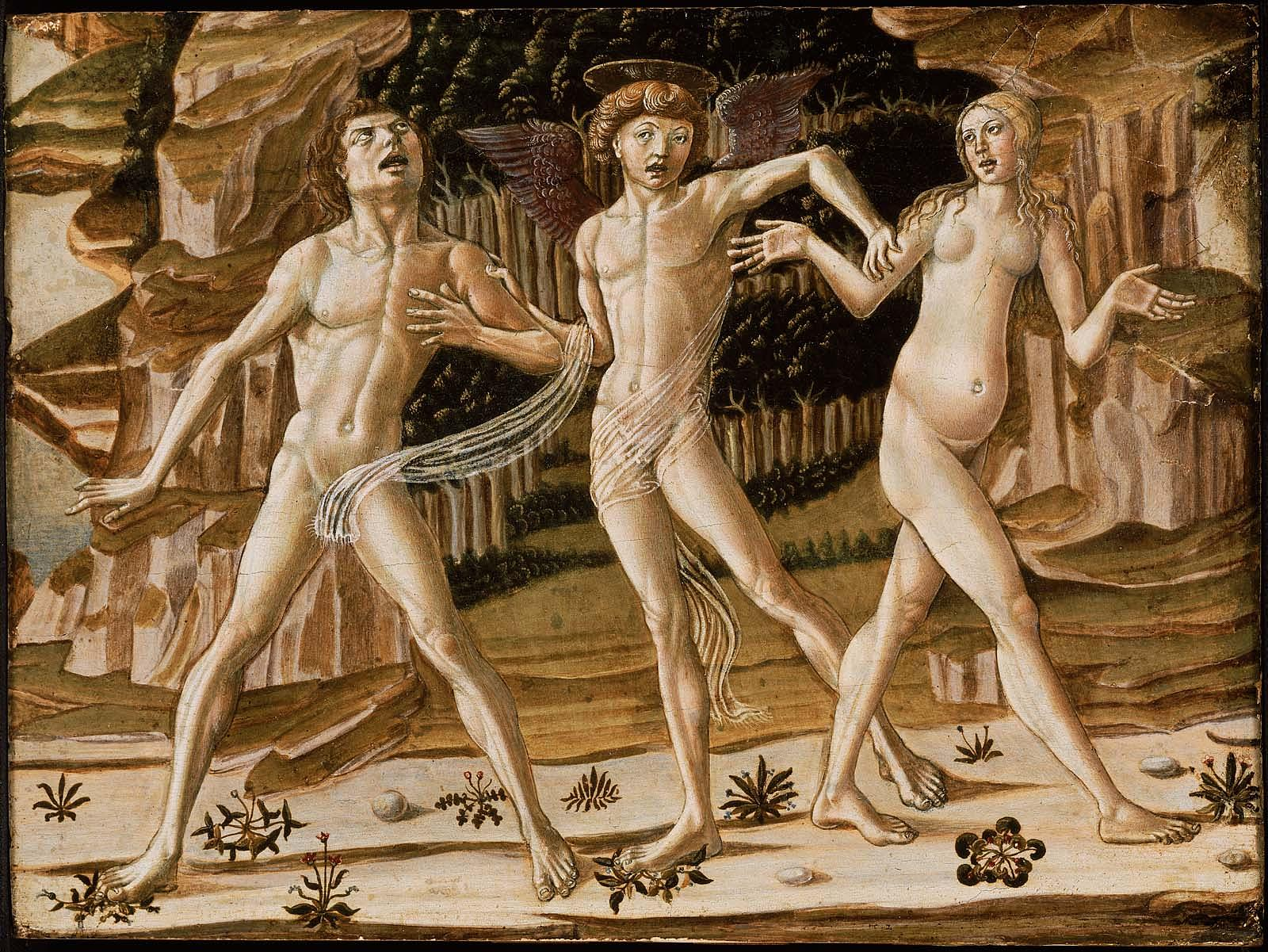
Espulsione dal paradiso, Museum of Fine Arts, Boston

## Leben
Benvenuto di Giovanni di Meo del Guasta wurde in Siena geboren als Sohn des Giovanni di maestro Meo del Guasta, der seinerseits aus San Quirico d’Orcia stammte. Mit seiner 1466 geehelichten Frau, Jacopa di Tommaso aus Cetona, hatte Benvenuto di Giovanni sechs Kinder, wovon ein Sohn, Girolamo di Benvenuto, ebenfalls als Maler bekannt wurde. Lehrmeister des Benvenuto di Giovanni war Vecchietta. Erstmals als Künstler trat er 1453 im Baptisterium des Dom von Siena in Erscheinung, als er Fresken mit Il Vecchietta gestaltete. Diese ergänzte er sieben Jahre später an gleicher Stelle und war zudem an der Ausfertigung des Fußboden-Sgraffitos Sibilla Tiburtina im linken Seitenschiff sowie an Buchmalereien in der Libreria Piccolomini des Doms beteiligt. Diese Buchminiaturen zeigen Einflüsse von Liberale da Verona, der sich von 1467 bis 1474 in Siena aufhielt. Das erste von ihm datierte Werk stammt aus dem Jahr 1466, eine Annunciazione, die sich in der Chiesa di San Girolamo in Volterra befand. Zeitlebens war er nur in Siena und dem Sieneser Umland aktiv, wobei er Werke in Montepulciano, Murlo, Saturnia, Torrita di Siena und Volterra hinterließ. Das letzte signierte und datierte Werk erschuf er 1509 in Sinalunga. Neben seiner Tätigkeit als Maler trat er auch im öffentlichen Leben von Siena in Erscheinung. 1480 wird er als Capitano der Compania militare San Giusto gelistet, eine der vier Kompanien (neben derer von Salicotto di Sopra, Salicotto di Sotto und Rialto) der Contrade Torre. Die gleiche Verantwortung übernahm er 1490 für die Compania militare Borgo Santa Maria, neben Sant’Angelo a Montone und Samoreci eine Einheit der Contrada Valdimontone. Zu seinen Schülern gehörte Bernardino Fungai, der ab 1482 in seiner Werkstatt lernte. Wahrscheinlich verstarb er um oder vor 1518 in Siena, da seine Angetraute seit diesem Jahr notariell als Witwe geführt wurde.

## Werke (Auswahl)
- Boston, Museum of Fine Arts: Espulsione dal paradiso (um 1470 entstanden)[1]
- Buonconvento, Museo di arte sacra della Val d’Arbia: Annunciazione e i Santi Antonio abate e Francesco (stammt aus der Chiesa dei Santi Pietro e Paolo, Holzgemälde, 260 × 205 cm)[2]
- Florenz, Ortsteil Settignano, Villa I Tatti: Deposizione (Privatkollektion Bernard Berenson)
- London, National Gallery: Madonna con i santi Pietro e Nicola (Triptychon, 1479 entstanden)[3]
- Manciano, Ortsteil Saturnia, Chiesa di Santa Maria Maddalena: Madonna col Bambino fra San Sebastiano e Santa Maria Maddalena (zugeschrieben)
- Montepulciano, Chiesa di Sant’Agostino: Natività di Gesù e Adorazione dei Pastori (ca. 1490 entstanden)[4]
- Murlo, Chiesa di San Fortunato a Vescovado: Madonna in trono col Bambino e Santi (1475 entstanden)
- Murlo, San Michele Arcangelo a Montepertuso: Madonna e santi (Triptychon, 1475 entstanden)
- New York City, Metropolitan Museum of Art:
  - Madonna col Bambino (ca. 1470 entstanden)[5]
  - San Bernardino (Holztafelgemälde)[6]
- Siena, Basilica dell’Osservanza, Museo Castelli: Buchmalereien und Verzierungen der Choralbücher
- Siena, Basilica di San Domenico: Madonna in trono con il Figlio e Angeli, i Santi Gregorio, Giacomo, Girolamo e Sebastiano (Vierte Kapelle des Querschiffs, Leinwand, 1483 entstanden)
- Siena, Chiesa di San Sebastiano in Vallepiatta: Madonna, il Figlio e due santi
- Siena, Dom:
  - Miracoli di Sant’Antonio (Battistero di San Giovanni, Fresko, um 1453 entstanden, zugeschrieben)
  - Miracolo dell’avaro (Battistero di San Giovanni, Fresko, um 1460 entstanden)
  - Miracolo della mula (Battistero di San Giovanni, Fresko, um 1460 entstanden)
  - Resurrezione di un bambino (Battistero di San Giovanni, Fresko, um 1460 entstanden)
  - Sibilla Tiburtina (linkes Seitenschiff, Fußboden-Sgraffito)
- Siena, Monastero di Sant’Eugenio im Ortsteil Costafabbri:
  - Buchmalereien für das Kloster, befinden sich heute in der Abtei Cava de’ Tirreni
  - Gesù Crocifisso (Fresko)
  - Resurrezione di Cristo (Fresko)
- Siena, Palazzo Piccolomini, Archivio di Stato di Siena, Museo delle Biccherne:
  - Le Finanze del Comune in Tempo di Pace e in Tempo di Guerra (1468 entstanden)
  - Il Buon Governo nell’Ufficio della Gabella (1474 entstanden)[7]
- Siena, Palazzo Salimbeni:
  - Madonna con il Bambino (Holztafelgemälde, um 1475 entstanden)[8]
  - Madonna della Misericordia (Sala della Torre)[9]
- Siena, Pinacoteca Nazionale:
  - Antonio da Padova e Bernardino (Saal 19)
  - Ascensione di Cristo (Saal 19, 1491 entstanden)
  - Trionfo di David (Saal 15, zugeschrieben)[10]
- Siena, Santa Maria della Scala:
  - Sant’Andrea (Fresko)
  - Stigmate della Santa (Oratorio di Santa Caterina della Notte, zugeschrieben)
- Sinalunga, Chiesa di Santa Lucia: Madonna con San Sebastiano e San Martino (1509 entstanden)
- Sinalunga, Collegiata di San Martino: Madonna col Bambino tra i Santi Martino e Sebastiano
- Sinalunga, Convento di San Bernardino: Annunciazione (1470 entstanden)[11]
- Torrita di Siena, Chiesa delle Sante Flora e Lucilla: Santi Andrea e Giovanni (1497 entstanden)
- Viterbo, Museo Colle del Duomo:
  - Madonna con bambino
- Volterra, Pinacoteca e museo civico di Volterra:
  - Adorazione dei pastori
  - Presepe e Scene della vita della Vergine